# CRP-test
Een CRP-test is een point-of-care test die gebruikt wordt om een (acute) ontsteking snel aan te tonen. In tegenstelling tot de traditionele bezinkingssnelheid van de erytrocyten die pas dagen na het begin van een ontsteking resultaat geeft, kan de CRP-test al uren na het begin van een ontsteking deze aantonen. 
Met een CRP-test wordt de hoeveelheid C-reactief proteïne (CRP) bepaald. In geval van een ontsteking maakt de lever CRP aan. De CRP waarde kan dan tot wel 1000 keer verhoogd zijn. CRP waarden boven de 10mg/L zijn een aanwijzing voor de aanwezigheid van een acute ontsteking. Normale CRP waarden liggen beneden de 3 mg/L.
Het gebruik van de CRP-sneltest in de huisartsenpraktijk leidt bij correcte inzet tot betere diagnose en tot minder onnodig voorschrijven van antibiotica.